# 須賀川市第一中学柔道部暴行傷害事件
須賀川市第一中学柔道部暴行傷害事件（すかがわしだいいちちゅうがくじゅうどうぶ ぼうこうしょうがいじけん）とは、2003年（平成15年）10月18日に福島県須賀川市立第一中学校柔道部の練習中に女子部員が重症を負った事件。

## 事件の概要
当時中学2年生の柔道部部長の男子生徒が、部活動中に中学1年生の女子生徒に対して暴行を行ったとされ、その後この女子生徒は急性硬膜下血腫で倒れた。
この日は土曜日で授業がなく、女子生徒は朝から柔道部の練習に参加していた。正午頃、女子生徒の具合が悪いと柔道部の副顧問から連絡を受け学校に駆けつけた女子生徒の母親に対し副顧問は、女子生徒は休憩中に倒れたが頭は打っていないと説明。郡山市の総合病院に搬送された女子生徒は頭部左硬膜下出血と診断され、8時間に及ぶ手術は成功したものの意識不明の危篤状態が続いた。執刀医は校長に対し、女子生徒の頭部には気を失うほどの衝撃を何度も受けた痕があり、柔道の練習とは思えない異常な行為があったと厳しく叱責した。
女子生徒の担任は同級生や保護者に入院の事実を知らせず、怪我の程度も軽く伝えていた。また両親は女子生徒の友人に見舞いに来てもらうよう学校側に依頼していたが、校長は母親が見舞いを望んでいないと嘘の報告をしていたため訪れる生徒はいなかった。一方で校長は、練習に問題はなく他に原因があるのではないかと繰り返していた。10月24日に部員の保護者を集めて行われた説明会で、校長は「女子生徒が入部以前から持っていた頭部の病気が練習で発症した。部は怪我をするような練習はしていない」と発言したが、女子生徒にそのような持病はなかった。また学校側は、女子生徒が危篤状態にあることも知らせていなかった。
2か月ほど経った頃、事故の原因は部長の男子生徒のいじめだとする投書が女子生徒の自宅に届いた。2004年2月、同様の噂が流れていることを知った父親は校長に原因と改善策の説明を求めたが、校長は原因が分からないので謝罪はできない、練習方法に問題はなかったので改善策も考えようがないと返答し学校の責任を否定。これに納得できない両親は、学校が提出した事故報告書の開示を須賀川市教育委員会に請求した。

## 報告書と証言

### 報告書
学校は当日の練習経過をまとめ「生徒傷害事故発生報告」と題した報告書を事故の4日後に提出。この中で学校側は、練習中における頭部打撲が原因と推定。練習開始から約2時間後の10時50分から乱取りが始まり、女子生徒は二回目の乱取りから「元立ち」役を務めていたが、その際に受け身が取れず頭を打った。その後、足が痛いと言って泣き出し練習を休んでいた11時55分頃、しゃがみ込んで大声で泣き出し倒れたとしている。
報告書の内容について母親は、事実誤認として次の点を挙げている。
- 学校に駆けつけた時間が実際より遅く記載されている。
- 9月12日の練習中に頭を打ち脳内出血で入院し、退院後に練習に参加しようとした女子生徒に対し顧問が休養を勧めたところ、女子生徒と母親の強い要望で練習を再開したとされているが、そのようなアドバイスは受けていない。
- 母親が「今回の事故について柔道部、柔道部員の責任でもないし、学校の責任でもない。こんなに激しく頭をぶつけたことはない。柔道部員の保護者や先生方に心配をかけて申し訳ありません」と他の部員の母親に電話で話したとする内容はまったく記憶にない[2]。
- 医師の見解には「『だいぶ以前に』何度か頭を打って脳挫傷になっていた。『最近のものではなく』だいぶ前に頭をぶつけた痕跡があり、過去何度か頭をぶつけたと思われる」とあるが、女子生徒が中学入学前から頭をぶつけていたという事実はない。

母親からの抗議を受け学校側は報告書を再度提出したが、ここでも母親が言っていない証言が記載されていた他、救急車を呼んだ時刻も修正されていた。

### 部員
2004年2月、女子生徒の父親は部員数名と保護者から独自に聞き取り調査を行った。調査結果は以下の通り。
- 当中学は市内の名門校として知られ校長は次の教育長候補とも言われている。柔道部は全国大会の常連だが現在の顧問は2年前に就任。柔道経験者だがあまり熱心ではなく、たまに指導を行う程度だった。
- 暴行したとされる男子生徒は身長180cm、体重120kg。全国大会にも出場する優秀な選手だが、気に入らない部員には集中攻撃と称して技をかけ続けるなど、いじめっ子と評する部員もいた。当初は顧問のいないところでやっていたが次第に顧問がいても構わないようになり、顧問も軽く注意するだけだった。
- 当日、足を痛めて休憩していた女子生徒に対し、男子生徒が「なに、休んでるんだ！」と言って襟を掴み壁に押し付けた。教室を改造した道場はコンクリートの柱が剥き出しになっていて、そこに何度も頭を打ち付けた。さらに道場の真ん中まで引きずって行って頭から落ちるような投げ技を何度もかけた。その後、男子生徒はパイプ椅子に座った横で女子生徒を正座させ反省文を書くよう命令。泣き続ける女子生徒を道場の外に引きずって行く途中で女子生徒が倒れ意識を失った[1]。

### 校長
- 報告書に記載した母親の発言は男子生徒の母親から又聞きしたものだが、聞いたことは事実なので訂正はしない。
- 父親の独自調査の後に学校が行った調査で、暴力行為の有無について生徒の証言が分かれているため学校として結論を出すことはできない。
- 二回目の調査で暴力行為があったと証言した生徒を教頭が怒鳴りつけ「県大会に出場できなくなる」と恫喝した疑惑は否定。
- 保護者への説明会で女子生徒に頭部の持病があると発言したことは絶対にない[1]。

2007年3月31日をもって定年退職。

### 教頭
2回目の調査で暴力行為があったと証言した生徒を怒鳴りつけたことについて、一回目の調査ではなかったと聞いて作成した報告書が嘘になるという意味だったと釈明し、口止めについては完全に否定した。

### 須賀川警察署
須賀川警察署副署長がテレビ朝日スーパーモーニングの取材に答えた内容は以下の通り。
- 女子生徒の怪我は男子生徒に何度も頭をぶつけられたことが原因。
- 退院後間もない女子生徒[注釈 1]は練習の合間に休憩を入れていたが、顧問から説明を受けていなかった男子生徒はサボりだと誤解した。
- 男子生徒は当時13才だったため児童相談所に通告することしかできなかった。また暴力と練習のしごきの区別が難しいため、刑事事件としては取り扱わなかった。

### 須賀川市
学校側の2度の報告書が女子生徒の両親から抗議を受けたことについて相楽新平市長は、何回報告を求めても結果は同じではないかとして教育委員会が独自に情報収集して検証すべきだとの考えを示し、委員会に再調査を指示した。この調査で聞き取りを行っていたのは、市や男子生徒を相手取った訴訟で市側の代理人を務める弁護士ということが明らかになっている。

#### 教育委員会による再検証報告
2007年3月30日、須賀川市教育委員会は部員や教師、顧問を対象に聞き取り調査した再検証報告書を公表した。9月12日の怪我以降、顧問が女子生徒の練習上の配慮を十分行っていなかったことや、男子生徒が女子生徒を投げたことを認めたこと、女子生徒を大声で注意していたことが明らかになった。また、女子生徒へのいじめはなかったと推測している。
報告書は、顧問が女子生徒の健康状態に応じた練習内容などの配慮を部員に徹底すべきであり、校長についても指導者不在の中で練習を実施させたことは安全管理上明らかに問題だと指摘。また校長が説明責任を果たさず保護者の信頼を失った責任は重大で、事故の公表の遅れなどが隠蔽との疑惑を持たれたことについて、守秘義務に該当する内容以外は速やかな情報公開に努めるべきだったとしている。
男子生徒が投げた回数や方法については、部員の証言にズレがあり女子生徒が意識不明となった原因との直接の関係を特定するには至らなかったと結論づけた。また、報告書に書かれた事故発生時刻は実際より30分近く遅かったと指摘されていたことについて、再調査を行なっていなかったことも判明した。この報告を受けて女子生徒の両親は「自分が教育者であることを認識してください」「人間として自分達のやっていることに誇りを持てますか?人間として恥ずかしくはないのですか?」とコメントした。

#### 須賀川市の報告
須賀川市が2009年5月に公表した報告は以下の通り。
女子生徒は事故の1か月前に練習中の頭部打撲による急性硬膜下血腫で12日間入院し、医師から年内は試合や試合形式の練習はしないように指導を受けていたが10月半ばから通常の練習に参加していた。また顧問は女子生徒の練習に配慮するよう指導せず、入院していたことを部員に周知していなかった。事故当日は顧問・副顧問とも立ち会わない中で乱取り練習が行われ、男子生徒は足を痛めて休んでいた女子生徒を問いただしたが意に沿う行動を取らなかったことに苛立ち、払い腰のような技をかけ相当程度の強さで数回投げた。その後、男子生徒が説教している最中に女子生徒は意識を失って倒れたとしている。

## 告訴・提訴

### 元顧問らを告訴
2004年7月、女子生徒の両親は柔道部顧問と副顧問を刑事告訴。2005年9月、須賀川警察署は元顧問らを業務上過失傷害容疑で書類送検。2008年8月、福島地方検察庁は嫌疑不十分で不起訴処分。不起訴の理由について、事件の1か月前にも女子生徒が頭を打って入院していたことから、男子生徒の行為と意識不明に至ったことの因果関係は断定できず、元顧問らが立ち会っていたとしても事故が防げたとは言い切れないとした。両親らは福島検察審査会に不服を申し立てるが審査会は不起訴相当と判断した。

### 市、県、男子生徒らへの損害賠償請求
2006年8月、女子生徒の両親らは市、県、男子生徒らに介護費用など約2億3000万円の損害賠償を求め提訴。2008年8月8日、福島地方裁判所郡山支部にて証人尋問が行われ、原告側から元部員2名、被告側から男子生徒が証言に立ち、女子生徒も傍聴が許可された。元部員は男子生徒が複数回投げたことを認め、引っ張られて行った女子生徒が意識を失ったと証言した。男子生徒も事故当初は投げたことを否定しその後1回投げたと証言していたが、複数回投げたことを認めた。その時の状況について頭から落としたことや壁に押し付けたことは否定したが、無視されてイライラしていたことは認めた。また男子生徒は、受け身のできていない女子生徒に乱取りの相手をさせたことについては何とも思っていないと答えている。裁判長から「日頃は柔道技をかけるような指導はしていなかったのに、なぜこの時はかけたのか」と問われ「言っても聞かなかったから。自分は間違っていなかった」と答え、手加減しなかったことも認めた。
11月7日に2回目の証人尋問が行われ、学校による調査で暴力があったと証言し教頭から恫喝された元部員が出廷した。原告側弁護士の質問に元部員は、最初の調査の場には男子生徒もいたため本当のことが言えなかった、二回目は教頭から聞かれ事実を話したところ、男子生徒が部活停止になると試合で勝てないと恫喝されたことを圧力と感じたと証言した。被告側弁護士の質問には、日頃から男子生徒に殴る蹴るなどのいじめを受けていたことを明かし、男子生徒は練習中に勝手に休んだり椅子に座って部員に指示を出していたと証言した。また男子生徒が日頃から女子生徒に暴力をふるっていたわけではないとした上で、学校と男子生徒には女子生徒への謝罪を求めた。
2009年3月27日、福島地方裁判所郡山支部は監督責任を怠った元顧問らを監督する市と県に約1億5600万円の支払いを命じる判決を言い渡した。また男子生徒には市や県などとともに330万円の支払いを命じた。
判決は男子生徒について、女子生徒に対し一方的に技を数回かけ相当程度の強さで投げた行為を「部活動の指導を逸脱する暴行があった」と認定。学校側に対しては、事故の1か月前の入院を把握していたにもかかわらず部員に説明や指導をしなかったことや、男子生徒の部の秩序を乱す行為を放置していたことなどを安全対策の不備と指摘し、「その危機意識の低さには顕著なものがあった」との見解を示した。一方で意識不明となった怪我については、1か月前の怪我の影響で血管が切れやすい状態にあったためであり、数回の柔道技は通常であれば重篤な障害をもたらす程度とは考えがたいと説明し、両親は女子生徒に対し自らの判断で部活動への参加を控えさせる選択肢があったことも指摘した。
学校側による報告書については、母親が発言した覚えのない言葉が記載されていることなどから信用性に大いに疑問があるとし、暴力行為を証言した部員を恫喝した教頭の主張も矛盾していると結論づけた。また校長ら管理職が責任逃れをしようとした疑いが強いことも慰謝料増額の理由だとしている。
判決を受け橋本克也須賀川市長は記者会見で、遅延損害金を含めた損害賠償金1億7838万円余を支払ったことを明らかにした。

## 事故後の女子生徒
中学を卒業し郡山市の郡山養護学校（現・福島県立郡山支援学校）に入学。自宅で週に数回の訪問授業を受けるうちに容態が回復し、呼びかけや匂いなどに反応を見せるようになる。2007年10月にはヘルパーの協力を得て修学旅行に参加し、ユニバーサル・スタジオ・ジャパンなどを見学。2009年3月、郡山養護学校を卒業する。自宅で介護の日々であったが、2018年9月12日に急性気管支性肺炎で亡くなった。27歳だった。